# Rolf Hinz (Entomologe)
Rolf Hinz (* 3. April 1916 in Emden; † 25. Mai 1994 in Einbeck) war ein deutscher Oberstudienrat und Entomologe (Insektenforscher). Er übte Beruf und Forschungsgebiet in Einbeck aus.

## Ausbildung und Beruf
Rolf Hinz studierte seit 1935 an den Universitäten Halle, Freiburg und Göttingen Naturwissenschaften für das höhere Lehramt. Nach dem Absolvieren von Arbeits- und Wehrdienst erfolgte der Abschluss 1947. Im Jahr darauf wurde er in den niedersächsischen höheren Schuldienst übernommen und übte seinen Beruf bis 1978 am Goethe-Gymnasium in Einbeck aus. Dabei unterrichtete er die Fächer Biologie, Chemie, Physik und Mathematik.

## Wissenschaftliche Tätigkeit
Wissenschaftlich befasste er sich schwerpunktmäßig mit der Systematik und Lebensweise von Schlupfwespen und damit den Parasiten zahlreicher Schadinsekten. Sehr umfangreiche von ihm durchgeführte Zuchten zeigten dabei die Wirt-Parasit-Beziehungen auf. Dabei erkannte er schon früh, dass es möglich sein müsse, mittels dieser Tiere den Pestizideinsatz in der Land- und Forstwirtschaft auf natürliche Weise zu reduzieren.
Voraussetzung für seine langjährige nebenberufliche Tätigkeit waren eine spezifische Kenntnis der Biologie und Taxonomie dieser Tiere, welche beinahe beiläufig dazu führte, dass er mehr als 50 neue Arten entdeckte, beschrieb und benannte und zu einem weltweit renommierten Ichneumonidenkenner wurde. Entsprechend veröffentlichte er seit der Mitte der 1950er Jahre zahlreiche wissenschaftliche Arbeiten und stellte seine spezifischen Kenntnisse durch seine Determinations- und Beratertätigkeit auch uneigennützig vielen Fachkollegen, Diplomanden und Doktoranden zur Verfügung. Sein einschlägiges Wissen basierte nicht zuletzt auf ausgiebiger Freilandforschung, wozu er häufig Schüler selbst in entfernte Länder mitnahm. Automatisch entstand so auch eine sehr umfangreiche Schlupfwespensammlung. Letztere erhielt die Zoologische Staatssammlung München als Nachlass.

## Ehrungen und Auszeichnungen
- 1983: Ritter-von-Spix-Medaille vom Kuratorium der Biologischen Staatssammlung München
- 1991: Würde eines Dr. h. c. von der Forstlichen Fakultät der Universität Göttingen[1]
- 1993: Meigen-Medaille von der Deutschen Gesellschaft für allgemeine und angewandte Entomologie.[2]